# Pasta
Pasta er et næringsmiddel fremstillet af mel af nogle kornsorter blandet med vand og/eller æg. Ingredienserne æltes sammen, og pastaen formes i forskellige faconer og koges. Den kan tørres inden brug. Frisklavet pasta har et højt vandindhold og kan ofte kun holde sig nogle dage i køleskab. Pasta kan opbevares i lang tid, hvis den tørres.
Pasta kendes fra mange steder i verden, og både italienere, asiater og arabere hævder at være de første til at fremstille den.
Pasta fremstilles typisk af hvedemel eller durummel og er hvid eller gullig, når den er kogt. Der kan være tilsat smagsstoffer som tomat, spinat eller chili. Den er så ofte rød (tomat) eller grøn (spinat).

## Historie
Pastaens historie går 1000 år tilbage. Den første originale pastaopskrift stammer fra omkring det første årtusindeskifte. Opskriften stammer fra bogen De arte Coquinaria per vermicelli e macaroni siciliani (kunsten at koge siciliansk makaroni og vermicelli) skrevet af Martino Corno, chef hos den magtfulde Patriark af Aquileia.
Men pastaen er sandsynligvis ældre. I etruskiske grave har man fundet værktøj, der kunne tyde på at været anvendt til at fremstille pasta. Omkring Kristi fødsel nævnte kokken Apicius noget, der kunne lyde som lasagne i sin opskriftssamling. Pasta var særdeles velkendt i de arabiske lande, og derfra spredte macaronien sig til Grækenland og Sicilien, der var en arabisk koloni. Palermo var pastaens første egentlige hovedstad: her var den første egentlige industrielle produktion af tørret pasta – omend i meget begrænset omfang.
I 1150 berettede den arabiske geograf al-Idrisi, at man i Trabia, omtrent 30 kilometer fra Palermo, producerede en overflod af pasta skåret i strenge, der eksporteredes til både muslimske og kristne lande – og endda med skib. Dokumenter fra 1244 og 1316 bekræfter desuden produktionen af pasta i Ligurien, og mellem 1400 og 1500 blev produktionen aldeles omfattende. I 1574 etableredes i Genova Sammenslutningen af Pasta-Producenter, og tre år senere blev Regler for Pasta-Mestrenes Faglige Sammenslutning' nedfældet i Savona.
I det 17. århundredes Napoli blev pasta en spise for folket. Mekaniseringen af pastaproduktionen gjorde pasta til folkespise, da priserne blev kraftigt reduceret. Det var en teknologisk revolution og pastaen trådte ind i en ny æra. I det 18. århundrede skete drastiske ændringer. Kongen af Napoli, Ferdinando II, var ikke begejstret for at pastamagerne sad på lange bænke og brugte fødderne til at blande og ælte dejen, så han bad den berømte ingeniør Cesare Spadaccini forbedre produktionen. Resultatet blev et system, der gik ud at tilføre kogende vand til melet, hvorefter en maskine af bronze erstattede de mange fødder i æltningsprocessen.
Med tæerne ude af pastaproduktionen tildelte Venedig Paolo Adami licens til at åbne den første pastafabrik, og i 1763 fik Stefano Lucciardi 10 års monopol af Hertugen af Parma omfattende produktion af tørret pasta (Genova stil) i byen Parma. Pastaen var trådt ind i endnu en æra – den industrielle.

## Kategorisering af pasta
Pastaprodukter adskiller sig på følgende:
Form
Pasta bliver fremstillet i mange forskellige former og disse kan underinddeles i korte produkter (fx penne og skruer), lange produkter (fx spaghetti, makaroni, nudler) samt plader (lasagneplader).
Meltype
Industrielt fremstillet pasta er næsten altid af durumhvedemel, der har et højere glutenindhold og derfor hænger sammen uden at klistre (også uden æg). Bruges almindeligt hvedemel er tilsætning af æg generelt nødvendigt. Pasta kan også laves af mel af fx ris (risnudler), sojabønner, mungbønner (glasnudler), majs, boghvede (soba) eller kastanjer. Herudover er brugen af fuldkornsmel blevet moderne i forskellige helseprodukter (fuldkornspasta). 
Ægindhold
Med durumhvedemel er tilsætning af æg ikke nødvendig og undgås ofte for at holde omkostningerne nede, men æg kan forbedre pastaproduktets kvalitet. Nogle producenter sælger flere kvaliteter pasta og bruger ægindholdet som indikator.
Vandindhold
For at sikre lang holdbarhed ved stuetemperatur, tørres pastaprodukter for at opnå lavt vandindhold (12-13%). Vandindholdet i frisk pasta er højere, og kan derfor kun opbevares få dage i køleskab.
Evt. tilsætning
Der kan fx tilsættes salt, farve eller smagsstoffer. Produkter til opbevaring indeholder normalt ikke salt, da saltets hygroskopiske (vandsugende) effekt forkorter holdbarheden. Farvning, fx af pastapenne, kan opnås ved tilsætning af tomatpulver (for rødfarvning) eller spinatpulver (for grønfarvning). Tilsætning af smagsstoffer (f.eks. kød- eller fiskesmag) kendes fx fra instant noodles.
Fyld
I visse pastaprodukter (fx tortellini og ravioli) fyldes kød, ost eller grøntsager.

## Nogle navngivne pastavarer efter form
Pastavarer navngives normalt efter deres form, da det umiddelbart er den mest karakteristiske egenskab. Nogle former bliver ofte serveret med bestemte saucer – enten fordi, det er en regional tradition, eller fordi en bestemt form passer godt til en bestemt sauce. Fx egner konkylieformet pasta sig godt til saucer med hakket kød, fordi kødet fylder konkylierne ud.
Korte produkter
I ældre sprogbrug benævnes korte pastaprodukter nudler; i dag betegner nudler mest de østasiatiske nudler[kilde mangler].
Penne (ital. penne): rørformede pastastykker, typisk skråt afskårne stykker på ca. 4 cm
Skruer (ital. fusilli): skrueformede pastastykker, typisk på ca. 4 cm
Sommerfugle (ital. farfalle): sommerfugleformede pastastykker
Spätzle (sydtysk specialitet): kugleformede eller aflange med uregelmæssig overflade, oprindeligt fremstillet af særlig våd pastadej skrabet direkte i kogende vand uden forudgående tørring.
Tarhonya (ungarsk specialitet): uregelmæssige pastastykker på ærtestørrelse eller mindre, der fremstilles ved at rive eller presse en meget tør mel-æg-salt dej gennem en grov si. Torhonya tørres helt før den endelige tilberedning, hvor de først steges gyldne i fedtstof og derefter koges.
Lange produkter
Spaghetti: pastastænger, typisk 2-3mm tykke og ca. 20 cm lange
Makaroni: rørformede pastastænger
Båndspaghetti: (fx fettucine, tagliatelle)
Nudler: er en stor gruppe østasiatiske pastaprodukter, der kan minde om spaghetti, men er tyndere og har kortere kogetid, og laves også af mange andre meltyper end hvede
Plader
Lasagneplader
Fyldte produkter
Tortellini: hjulformede pastastykker fyldt med fx parmesanost eller hakket kød
Ravioli: runde, firkantede eller trekantede flade pastakuverter, fyldt med fx ost, kød, fisk eller grøntsager
Canneloni: meget tykke pastarør der kan fyldes med bolognesesovs og gratineres i ovnen

## Navngivning på italiensk
Endelsen på det italienske navn for en given form for pasta giver en henvisning til dens form:
- -nidi = Redeformet pasta
- -ricce = Pasta med bølgekant
- -lisce = Pasta med glat overflade
- -rigate = Rillet pasta
- -oni = En stor variant af en bestemt pastaform
- -ini = En mindre variant

## Fodnoter
1. ↑  "History of Pasta". Arkiveret fra originalen 22. januar 2010. Hentet 26. marts 2008.
2. ↑  Den tyske pastafabrikant Riesaer Teigwaren Arkiveret 17. juli 2007 hos  Wayback Machine markedsfører 3 produktkvaliteter: Uden æg, 2æg/kg mel og 4æg/kg mel.
3. ↑  Webstedet Viden om Mad om Pasta og nudler
4. ↑  De to betydninger nævnes både i Gyldendals Online Leksikon 2006 og i Den Danske Ordbog 2003-05 uden dog at angive hvad der er nyere og ældre sprogbrug.
5. ↑  "Hungary: Tarhonya (Rivilchas): Grated Fresh Egg Pasta". europeancuisines.com. Hentet 2008-07-26.